# Tamburaši

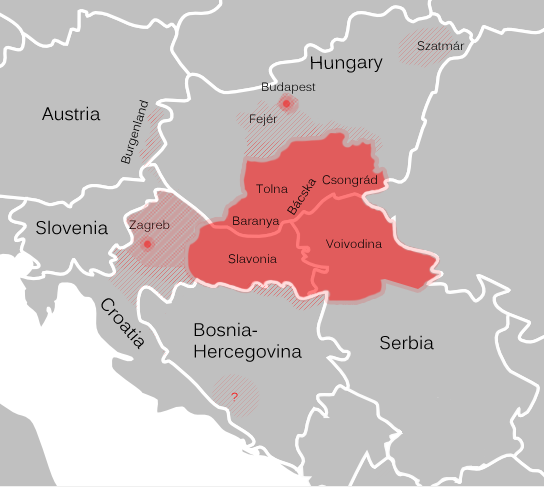
Oblasti rozšíření hry na tamburu

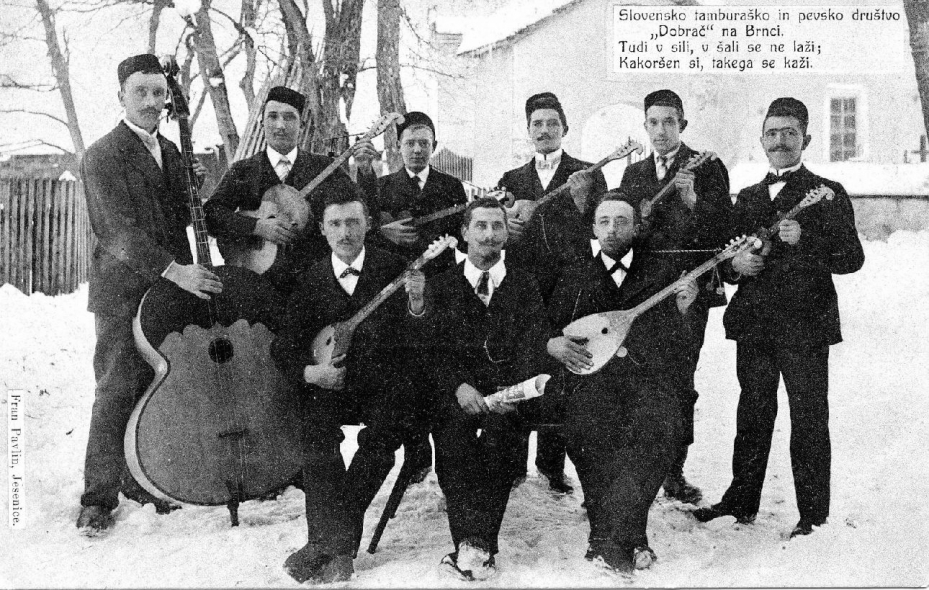
Slovinský tamburašský soubor Dobrač z Fürnitzu; okolo 1905

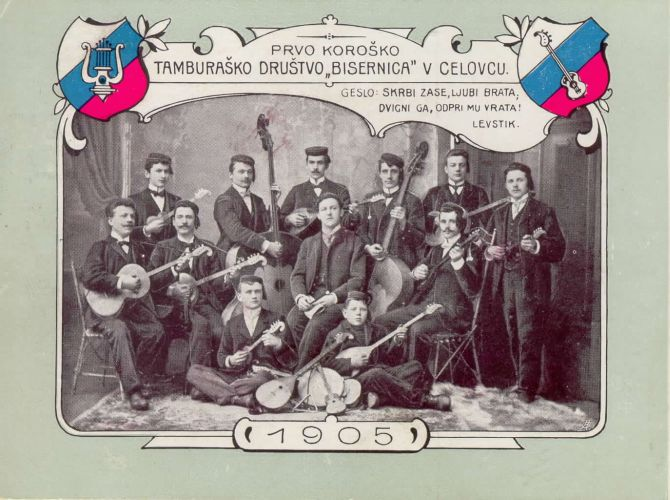
První korutanský tamburašský spolek Bisernica v Celovci čili Klagenfurtu; 1905

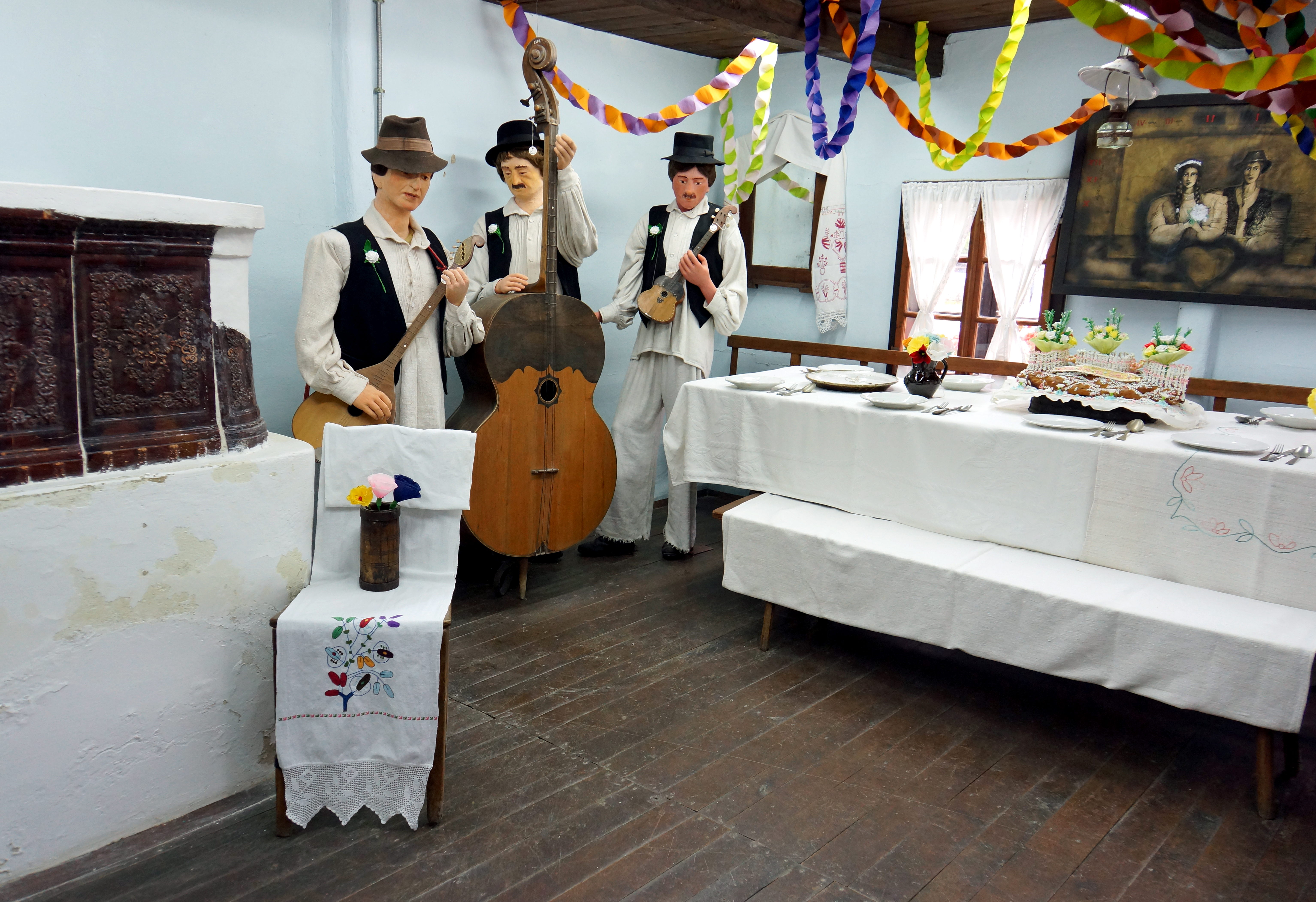
Skanzen v chorvatské obci Kumrovec; tamburaši ve svatebním domě

Tamburaši jsou orchestr drnkacích nástrojů, název je odvozen od tambury, nástroje patřícího do skupiny louten, původem z Balkánu. Známí byli například Pražští tamburaši.
Poprvé se začalo tamburašské hudbě vyučovat v roce 1882 na univerzitě v Záhřebu. První profesionální tamburašský orchestr na světě vznikl počátkem 19. století na území dnešní České republiky.

## Nástroje
Tambury (tamburice) jsou lidovým nástrojem jižních Slovanů. Náleží k nástrojům loutnovým. Soubor nebo orchestr může využít ucelenou řadu. Jsou to (od nejmenších):
- bisernice, též kontrašice – melodie a přiznávky ve vysokých tónech, dvě zdvojené struny D
- brače I-IV – hlavní melodické nástroje ve čtyřech velikostech, zdvojené struny G a D
- bugarie I a II – rytmické nástroje podobné kytaře, čtyři struny laděné v akordu G nebo D
- berdeto a berde – basový doprovod, dvě zdvojené struny G a D

## Původní balkánští tamburaši
Podle jednoho z názorů přinesli do Bosny tamburu Turci; odsud se tento nástroj šířil do Chorvatska, Srbska a dalších zemí. Podle jiné teorie je předchůdcem tambury starořecký panduris.

## Historie tamburašů v českých zemích
Tamburašská hudba se do českých zemí začala šířit přibližně od roku 1860 z Balkánského pohoří. Naučili se ji vojáci rakousko-uherské armády, kteří se vraceli ze služby v Bosně-Hercegovině. Posléze ji v českých zemích provozovali chorvatští a srbští studenti. V roce 1890 založili „Sbor tamburašský“ při „Jihoslovanském akademickém spolku Slavia“. V Týně nad Vltavou působil ve škole od roku 1887 hudebník Jan Vojta, který zde založil místní tamburašský orchestr. 
Roku 1903 vznikl Svaz tamburašských spolků českoslovanských, který evidoval 89 souborů z Čech, Moravy a Slezska a v letech 1903–1907 vydával v Praze měsíčník Tamburašský věstník: list svazu tamburašských spolků českoslovanských. E. Vondráček založil „Specielní závod pro tamburaše“, kde vyráběl kvalitní nástroje, tiskl hudebniny a praktickou učebnici Nauka tamburašská. Boom pokračoval i za první republiky, kdy byly soubory často zakládány tělocvičnými jednotami – Sokolem, Dělnickou tělocvičnou jednotou aj. Z této doby existuje řada dobových fotografií. Hudebniny vydával také kapelník z Písku Josef Táborský (1879–1952), a to v edici „Tamburašská edice J.T.“
Od roku 1896 působil v Táboře „Tamburašský sbor“. Na konci roku 1918 založil klub poděbradských velocipedistů tamburašský soubor „Lyra“, který existoval do roku 1975 (s krátkou přestávkou několika týdnů za protektorátu).
V letech 1928–1936 vydával v Praze „Svaz dělnických tamburašů v RČS“ časopis Tamburaš: věstník československých tamburašů.
Po druhé světové válce již řada souborů neobnovila činnost. Postupně také docházelo k zániku nebo slučování souborů. Ve 21. století tak byli Pražští tamburaši, založení v roce 1910 jako „Klub tamburašů Vyšehrad“, kteří činnost přerušili v roce 2020, již ojedinělým orchestrem. Ve 21. století zanikl také plzeňský soubor založený v roce 1912 pod názvem „Tamburašský soubor Dalibor“. Dosud působí orchestr ze Studénky, Tamburašský soubor Brač, který vznikl roku 1913.
V roce 1990 na 1. ročníku Festivalu drnkacích souborů v Praze obsadil ve své kategorii první místo. V roce 1998 obsadil druhé místo na festivalu tamburašské hudby v chorvatském Osijeku, a to v konkurenci 35 souborů z celé Evropy.

### Z dobového tisku
| „                                             | Tamburašské soubory jsou ty, které ušlechtilou zábavou odvracejí vrtkavé myšlenky dospívající mládeže od zábav a sportu často útlému lidskému zdraví nebezpečných a jež vštěpují mládeži lásku k hudbě a probouzí v jejich nitru cit pro krásno vůbec. | “ |
| — Tamburašský věstník, ročník I. (1903), č. 1 | |   |

| „                              | Obliba pro tamburaše šířila se do všech vrstev českého lidu a není dnes většího města v Čechách, aby tam nebyla větší nebo menší skupina tamburašů. | “ |
| — Osvěta Americká, 13. 3. 1912 | |   |